# Вісник геодезії та картографії
«Вісник геодезії та картографії» — науково-виробничий ілюстрований повноколірний україномовний часопис заснований у 1993 році.
Вісник геодезії та картографії — це єдиний в Україні професійний часопис, з якого Ви можете почерпнути відомості про роботу підприємств та організацій топографо-геодезичного, картографічного, геоінформаційного та землевпорядкувального профілів, а також про дослідницьку діяльність українських і закордонних вчених, пошуки виробничих колективів, освітніх закладів та про їх надбання в галузі геодезії, фотограмметрії, картографії, геоінформатики, дистанційних методів вивчення Землі, земельного кадастру тощо. Ви дізнаєтесь також про вихід у світ нових видань картографо-геодезичної, землевпорядної тематики.

## Структура видання
- Офіційна хроніка — вступна рубрика, в якій йдеться про рішення керівних органів держави, що стосуються питань топографо-геодезичної, картографічної та кадастрової діяльності.
- Геодезія
- Картографія
- Фотограмметрія і дистанційне зондування
- Геоінформатика та кадастр
- Економіка та організація виробництва
- Історіографія і персоналії
- Проблеми. Дискусії. Рецензії.
- Освіта
- Робота громадських організацій
- Загальні питання
- Зарубіжний досвід
- Нові видання
- Інформація.

## Редакційна колегія
Баран П. І. — доктор технічних наук, професор
Васютинський І. Ю. — доктор технічних наук, професор
Готинян В. С. — кандидат геолого-мінеральних наук, професор
Даценко Л. М. — доктор географічних наук, доцент
Заєць І. М. — кандидат технічних наук
Карпінський Ю. О. — доктор технічних наук, професор
Конопська Беата — доктор габіліт.
Липський В. Т. — кандидат технічних наук, доцент
Лященко А. А. — доктор технічних наук, професор
Міхно О. Г. — кандидат технічних наук, доцент
Могильний С. Г. — доктор технічних наук, професор
Москалюк А. А. — відп. секретар, науковий редактор
Пахута Анджей — доктор габіліт., професор
Пересадько В. А. — доктор географічних наук, професор
Радей Карел — доктор габіліт., професор
Руденко Л. Г. — академік НАНУ, доктор географічних наук, професор
Сосса Р. І. — доктор географічних наук
Тревого І. С. — доктор технічних наук, професор
Третяк К. Р. — доктор технічних наук, професор
Шульц Р. В. — доктор технічних наук, доцент

## Додаткова інформація
Журнал "Вісник геодезії та картографії " занесено до переліку фахових видань ВАК України з географічних і технічних наук.
Вартість річного комплекту часопису (6 номерів) — 360 ₴.
Свідоцтво про державну реєстрацію друкованого засобу масової інформації КВ № 16950-5720 ПР від 31.08.2010 р.
Адреса для листування : 03150, Київ, вул. Велика Васильківська, 69